# Iré-le-Sec
Iré-le-Sec é uma comuna francesa na região administrativa de Grande Leste, no departamento de Meuse. Estende-se por uma área de 8,31 km². Em 2010 a comuna tinha 155 habitantes (densidade: 18,7 hab./km²).